# Hans Kammerlander

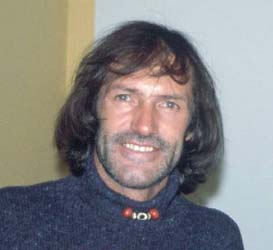
Hans Kammerlander, 2001

Hans Kammerlander (* 6. Dezember 1956 in Ahornach) ist ein italienischer professioneller Extrembergsteiger, -skifahrer und Buchautor aus Südtirol.
Der Bergsteiger ist bekannt für seine Touren in unterschiedlichen Gebirgen der Welt. Neben zahlreichen Erst- und Solobegehungen in den Alpen hat er Berge Asiens und Südamerikas bestiegen, darunter zwölf Achttausender. Gemeinsam mit Reinhold Messner gelang ihm dabei die erste Doppelüberschreitung an Achttausendern: Gasherbrum II direkt gefolgt vom Hidden Peak. Am Mount Everest versuchte er die erste komplette Ski-Abfahrt vom Gipfel, doch eine ungünstige Schneelage verhinderte eine vollständige Fahrt. Dazu hielt er von 1996 bis 2006 den Rekord für die schnellste Besteigung des höchsten Berges der Welt. Ab 2009 beteiligte er sich an dem Wettlauf um die erste Besteigung der Seven Second Summits, den letztlich Christian Stangl gewann. In Vorträgen, vorwiegend im deutschsprachigen Raum, berichtet er über seine bergsteigerischen Erlebnisse.

## Biografie
Hans Kammerlander wurde als „Nachzügler“ und sechstes Kind einer Bergbauernfamilie in Ahornach geboren und wohnt noch heute dort. Er wuchs als typisches Bergbauernkind auf, das morgens die Schule besuchen und den restlichen Tag auf dem Hof mithelfen musste. Als Hans zehn Jahre alt war, starb seine Mutter; daraufhin übernahm eine ältere Schwester die Mutterrolle.
Im Alter von acht Jahren bestieg er 1964 seinen ersten Berg. Nachdem er auf seinem Schulweg von einem Touristenpaar nach dem Weg zum Großen Moosstock (3059 m, in der Durreckgruppe) gefragt worden war, folgte er den beiden heimlich bis zum Gipfel. In den Jahren danach vermehrten sich die alpinen Unternehmungen Kammerlanders stetig. Sein Bruder Alois erfuhr 1971 von den zahlreichen, ziemlich waghalsigen Touren und meldete den mittlerweile 15-Jährigen zu einem Kletterkurs an, damit dieser „den Umgang mit dem Seil“ erlerne. Mit 16 Jahren begann Kammerlander auf den Baustellen des boomenden Südtirols zu arbeiten. Er trat 1973 dem Ahornacher Berglaufverein bei und betrieb diesen Sport wettkampfmäßig sechs Jahre lang. Auch seit Ende seiner aktiven Zeit macht er weiterhin Bergläufe, nun als Hauptbestandteil seines Trainings. Mit 18 Jahren begann Kammerlander eine Ausbildung zum Bergführer und Skilehrer im ersten Ausbildungskurs Südtirols und lernte dort seine späteren Seilpartner Hanspeter Eisendle und Friedl Mutschlechner kennen. Mit 21 Jahren durfte er 1977 die Prüfungen ablegen und war nach deren Bestehen staatlich geprüfter Berg- und Skiführer sowie Skilehrer. Jahrelang arbeitete Kammerlander nebenher für den örtlichen Bergrettungsdienst seiner Heimatgemeinde.
Kammerlander absolvierte eine Vielzahl an Klettertouren in den Alpen, darunter 50 Erstbegehungen (u. a. am Zweiten Sellaturm Fata Morgana oder Shit Hubert am Piz Ciavazes). Außerdem gelangen ihm 60 Alleinbegehungen bis zum VI. Schwierigkeitsgrad, beispielsweise an der Civetta, den Drei Zinnen, dem Heiligkreuzkofel und der Marmolata in den Dolomiten. In den Westalpen durchstieg Kammerlander die Nordwände von Matterhorn (1976), Grandes Jorasses und Eiger (1981), die zu den großen Nordwänden der Alpen zählen.
Kammerlander, der auch langjähriger Leiter der Alpinschule Südtirol (15 Jahre von 1988 bis 2003) war, wurde vor allem durch seine Besteigungen von 12 der 14 Achttausender im Himalaya und Karakorum bekannt, sieben davon gemeinsam mit Reinhold Messner. Als erstem Menschen gelang ihm 1990 die Skiabfahrt vom Gipfel des Nanga Parbat, 1996 folgte die vom Gipfel des Mount Everest.
Kammerlander traf zweimal den Dalai Lama, ein erstes Mal im Jahr 2005 in Brixen und ein zweites Mal bei dessen Aufenthalt Anfang Dezember 2007 in Mailand. Er unterstützt Bildungsprojekte  in Nepal und Energiehilfsprojekte in Kambodscha.
Hans Kammerlander ist geschieden und hat eine Tochter.
Am 26. November 2013 war Kammerlander bei Uttenheim in Südtirol in alkoholisiertem Zustand an einem Verkehrsunfall beteiligt, bei dem er selbst schwer und ein weiterer Verkehrsteilnehmer tödlich verletzt wurde. Zu dem genauen Unfallhergang wurden teilweise unterschiedliche Schilderungen veröffentlicht. Kammerlanders Manager Sigi Pircher intervenierte beispielsweise gegen die Darstellung der Tagesschau Rai.
Am 5. Februar 2015 schloss Kammerlander mit der Staatsanwaltschaft einen gerichtlichen Vergleich. Das Urteil lautete zwei Jahre Haft auf Bewährung und ein Jahr Führerscheinentzug wegen fahrlässiger Tötung und Alkohol am Steuer.

## Spezielle Alpentouren

### Solobegehungen
In der Zeit vor seinen Expeditionen im Himalaya war Kammerlander als Kletterer in den Alpen unterwegs. Zu seinen Touren gehörten auch zahlreiche Solobegehungen berühmter und schwieriger Wände:

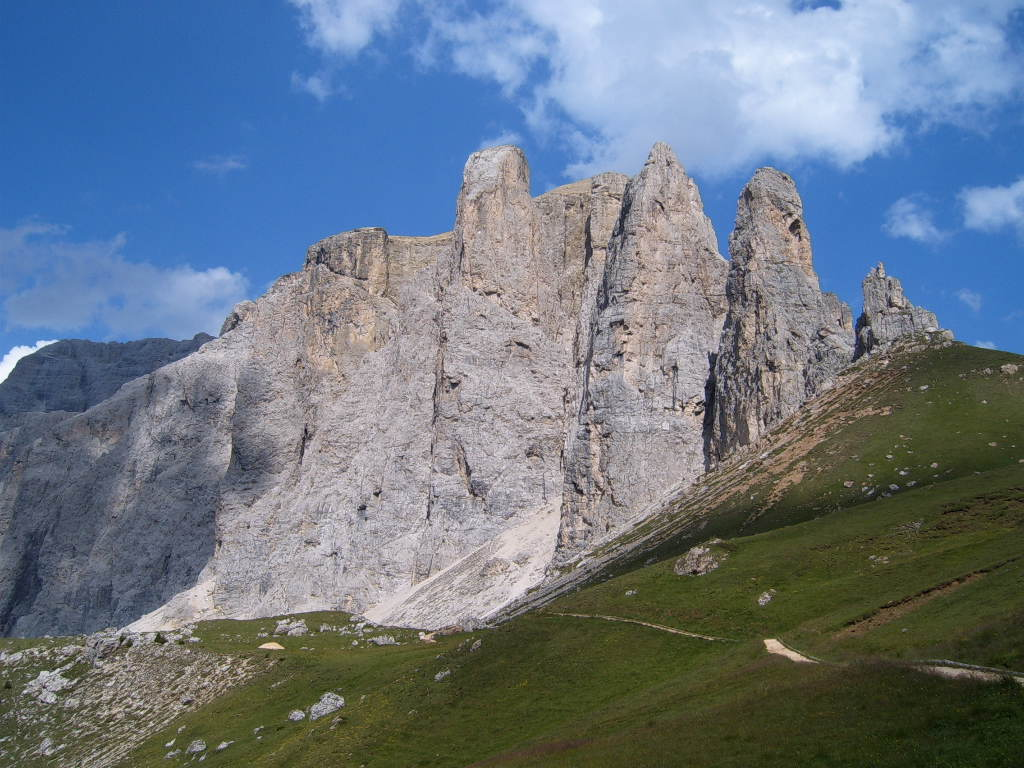
Sellatürme, Erster Sellaturm 2534 m
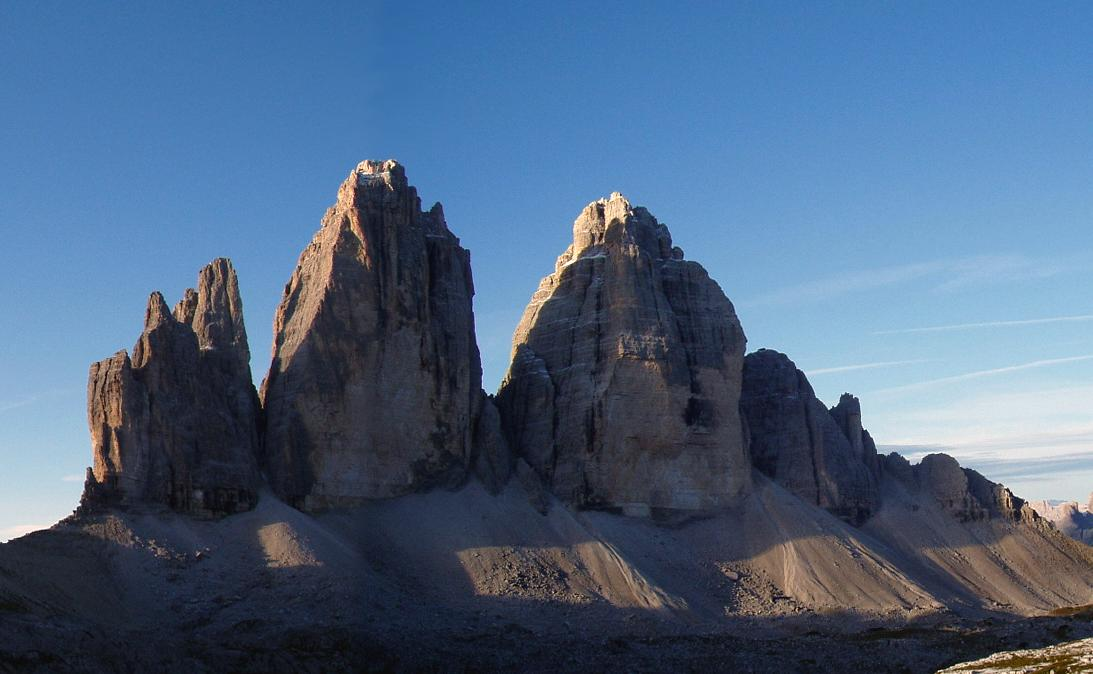
Drei Zinnen, Große Zinne 2999 m
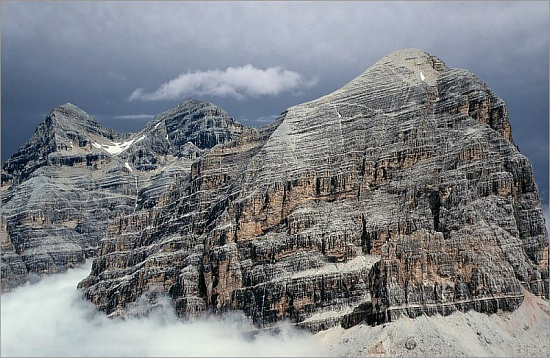
Tofana di Rozes (rechts), 3325 m

| Jahr | Berg             | Wand          | Route                  | Grad    | Anmerkung       |
| ---- | ---------------- | ------------- | ---------------------- | ------- | --------------- |
| 1976 | Erster Sellaturm |               | Schober Rossi          | VI      |                 |
| 1978 | Kleine Zinne     | Südwand       | Egger-Sauschek         | VI+, A0 | 1. Solobegehung |
| 1978 | Kleine Zinne     | Südwand       | Gelbe Kante            | VI–     |                 |
| 1978 | Kleinste Zinne   |               | Cassin-Route           | VI      |                 |
| 1978 | Erster Sellaturm |               | Tissi-Route            | VI–     |                 |
| 1978 | Piz Ciavazes     | Südwand       | Schubert-Route         | VI–     |                 |
| 1979 | Tofana di Rozes  |               | Südwestkante           | VI      |                 |
| 1979 | Tofana di Rozes  |               | Südostkante            | VI, A2  |                 |
| 1980 | Geierwand        | Südwestwand   | Palfrader              | VI, A0  | 1. Solobegehung |
| 1980 | Große Zinne      | Nordwand      | Mauro Minuzzo-Route    | VI, A1  |                 |
| 1980 | Erster Sellaturm |               | Südpfeiler             | VI–     |                 |
| 1980 | Cinque Torri     | Torre Grande  | Via Germania           | VI+     |                 |
| 1980 | Cinque Torri     | Torre Seconda | Nordverschneidung      | VI+     |                 |
| 1981 | Cima Scotoni     | Südwestwand   | Dibona-Gedächtnisroute | VI+     |                 |
| 1981 | Punta di Frida   | Südostwand    | Comici                 | V–VI    |                 |
| 1981 | Brunecker Turm   |               | Nordwestwand           | VI      |                 |
| 1981 | Winklerturm      | Südwand       | Steger-Route           | VI      |                 |
| 1983 | Peitlerkofel     | Nordwand      | Messner-Route          | VI–     | 1. Solobegehung |

### Enchaînement der Nordwände von Ortler und Großer Zinne
1991 gelang Kammerlander das Enchaînement der Nordwände von Ortler (3905 m) und Großer Zinne (2999 m). Nach der tragischen Manaslu-Expedition von 1991 (siehe unten) war Kammerlander psychisch traumatisiert und hatte aufgehört bergzusteigen. Doch er löste seinem Neffen gegenüber ein Versprechen ein, das die beiden auf den Zwölferkofel in den Sextner Dolomiten führte. Durch die Tour fand Kammerlander zu seiner Bergbegeisterung zurück und konnte so im August einen zwei Jahre alten Plan verwirklichen. Innerhalb von 24 Stunden durchstieg er mit seinem Partner Hanspeter Eisendle die Nordwand des Ortlers, fuhr anschließend mit dem Rennrad 247 Kilometer von Sulden ins Höhlensteintal und durchkletterte zum Abschluss die Nordwand der Großen Zinne. Dabei überwanden sie knapp 1400 Höhenmeter am Ortler und 550 an der Großen Zinne. Unterstützt wurden sie auf der Radstrecke von zwei Freunden, die ihnen Windschatten spendeten.

### Mit Reinhold Messner rund um Südtirol
Mit einer medienwirksamen Wander- und Klettertour über 1200 Kilometer entlang der Südtiroler Landesgrenze lenkten Kammerlander und Reinhold Messner im Herbst 1991 die öffentliche Aufmerksamkeit auf Vergangenheit, Gegenwart und Zukunft Südtirols. Start- und Zielpunkt der Tour war die Salurner Klause, Südende und Sprachgrenze Südtirols. Sie legten ohne Ruhetag in 40 Tagen im Auf- und Abstieg 100.000 Höhenmeter zurück und erklommen 300 Gipfel. Als sich die beiden Bergsteiger in der Nähe des Tisenjochs in den Ötztaler Alpen befanden, war gerade der „Ötzi“ gefunden worden. Daraufhin statteten sie der Fundstelle einen Besuch ab.

### Die vier Matterhorn-Grate in 24 Stunden

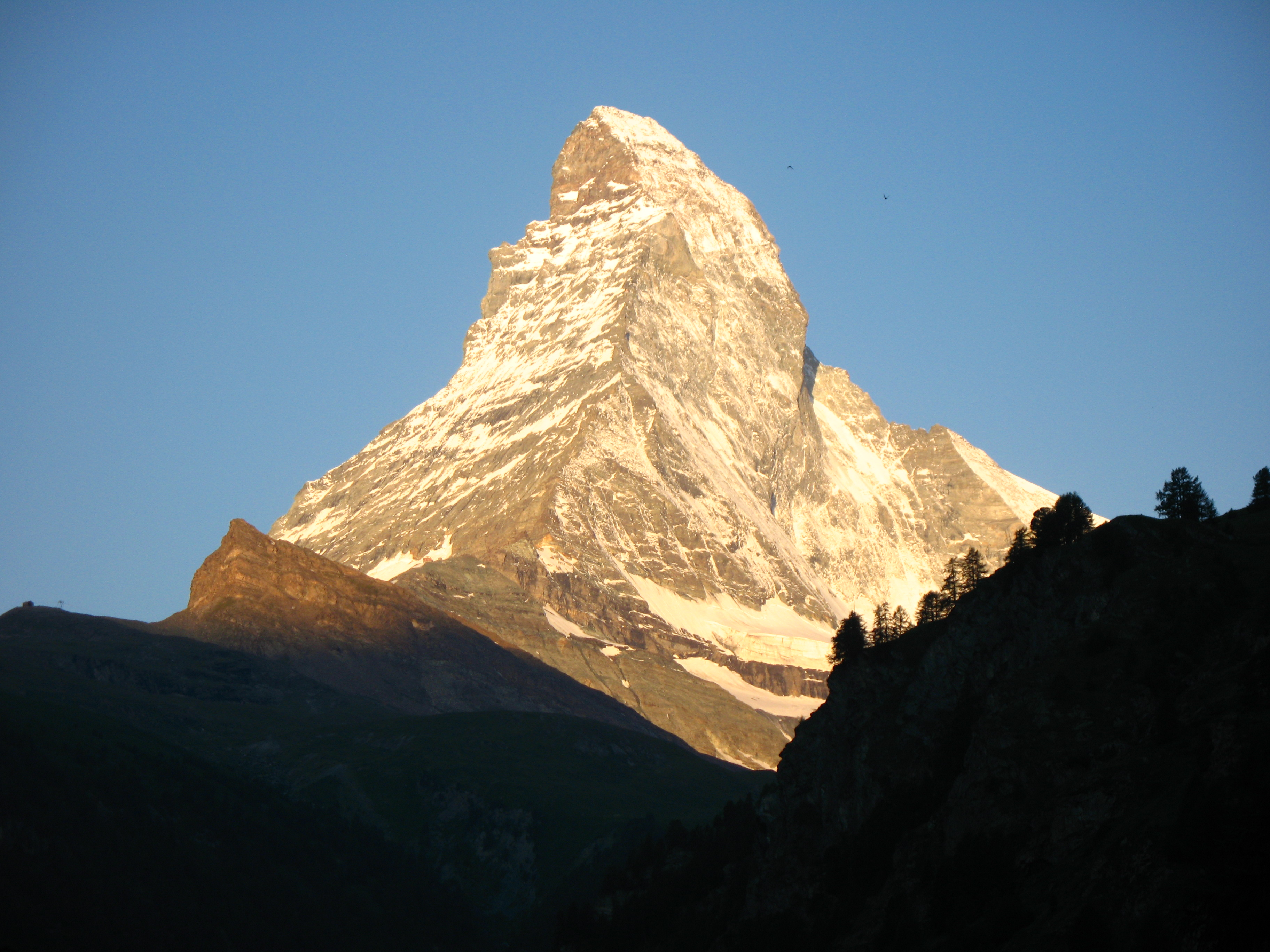
Matterhorn,

1992 setzte Kammerlander eine weitere „24-Stunden-Idee“ in die Tat um. Mit dem Schweizer Bergführer Diego Wellig bestieg er das Matterhorn (4478 m) an einem Tag über dessen vier Grate.
Der Start erfolgte um Mitternacht am Zmuttgrat, über welchen sie zum ersten Mal auf den Gipfel gelangten. Sie vervollständigten die erste Überschreitung über den Hörnligrat. Danach begingen sie den Furggengrat im Aufstieg und den Liongrat im Ab- sowie anschließend im Aufstieg. Komplettiert wurde die dritte Überschreitung durch den Hörnligrat-Abstieg. Dieser Grat diente auch als Route für die letzte Besteigung des Tages. Nach erneutem Erreichen des Gipfels kehrte das Duo um 23:30 Uhr auf die Hörnlihütte zurück.

## Erfolge an den Achttausendern
In den Jahren 1983 bis 2001 hat Hans Kammerlander 12 Achttausender bestiegen. Der Shishapangma (8027 m) wird nicht mitgezählt, weil Kammerlander 1996 nur den Mittelgipfel (8008 m) erreicht hat. Der Versuch am Manaslu 1991 endete erfolglos, zudem verunglückten dabei seine Freunde Friedl Mutschlechner und Carlo Großrubatscher tödlich. Erst im Oktober 2017 nahm Kammerlander einen erneuten Versuch am Manaslu in Angriff. Wegen sehr großer Mengen Neuschnee brach er das Unternehmen am 12. November ab.

### Übersicht Achttausender

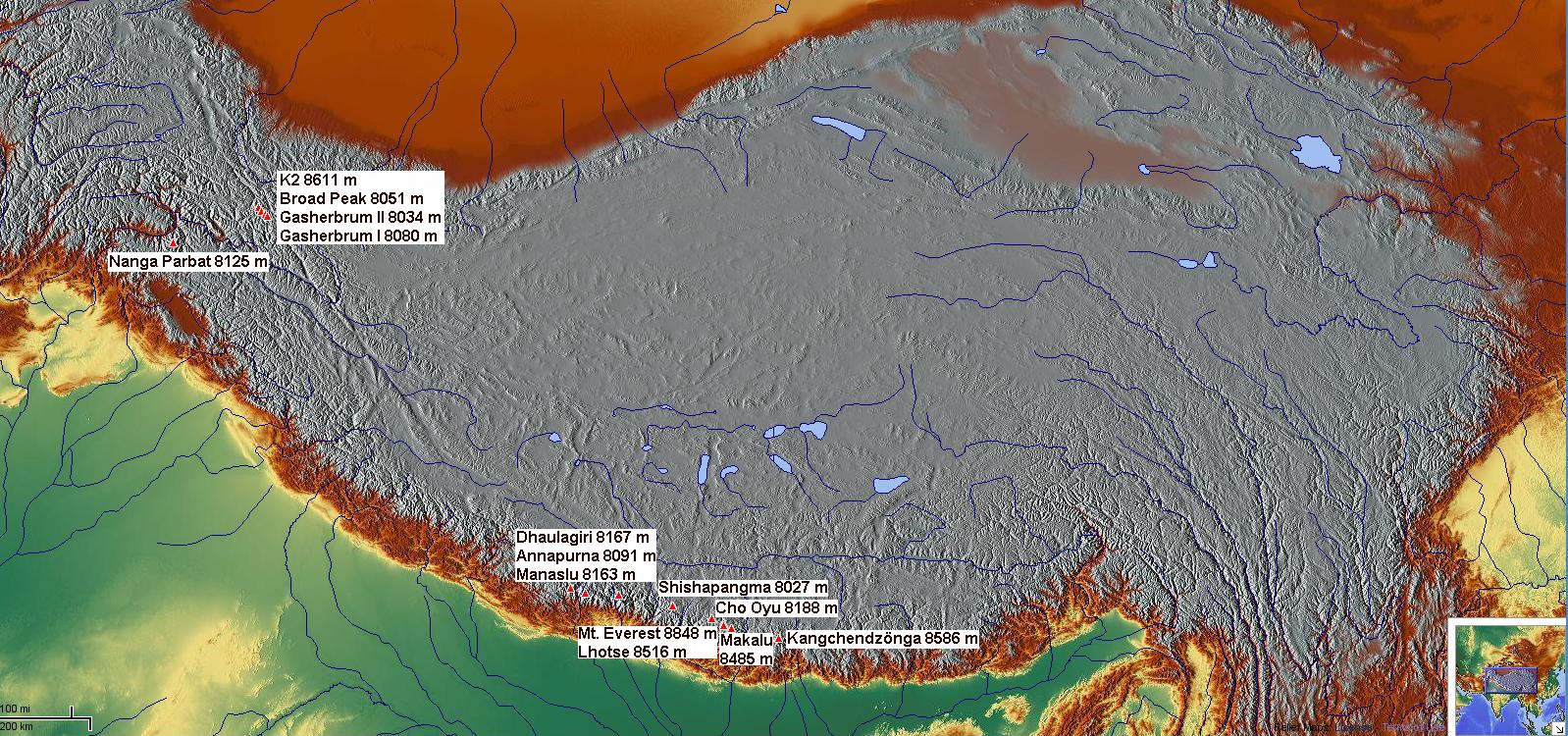
Lage der Achttausender.

| Jahr | Berg           | Höhe                  | Route                  |
| ---- | -------------- | --------------------- | ---------------------- |
| 1983 | Cho Oyu        | 8188 m                | Südwestflanke          |
| 1984 | Gasherbrum II  | 8034 m                | Südwestgrat            |
| 1984 | Hidden Peak    | 8080 m                | Westgrat, Nordwestwand |
| 1985 | Annapurna      | 8091 m                | Nordwestwand           |
| 1985 | Dhaulagiri     | 8167 m                | Nordostgrat            |
| 1986 | Makalu         | 8485 m                | Franzosenroute         |
| 1986 | Lhotse         | 8516 m                | Nordwestwand           |
| 1990 | Nanga Parbat   | 8125 m                | Kinshofer-Route        |
| 1994 | Broad Peak     | 8051 m                | Südwand                |
| 1996 | Shishapangma   | 8008 m (Mittelgipfel) | Nordgrat               |
| 1996 | Mount Everest  | 8848 m                | Nordseite              |
| 1998 | Kangchendzönga | 8586 m                | Südwestwand            |
| 2001 | K2             | 8611 m                | Cesen-Route            |

### Cho Oyu
Mitte des Jahres 1982 war Kammerlander von Reinhold Messner, bei dessen Alpinschule Messner – Südtirol er tätig war, eingeladen worden, ihn zu einer Winterexpedition zum Cho Oyu (8188 m) zu begleiten. Schneemassen und Stürme verhinderten eine Besteigung über die Südostflanke. Messner plante für das Frühjahr 1983 einen weiteren Versuch, zu dem Kammerlander wiederum eingeladen wurde. Nach einer kurzen Phase der Akklimatisation erreichten sie am 5. Mai zusammen mit Michl Dacher innerhalb von drei Tagen über die Südwestflanke den Gipfel. Es war erst die vierte erfolgreiche Expedition an diesem Berg und eine teilweise Erstbegehung einer Westwand-Variante.

### Gasherbrum-Doppelüberschreitung

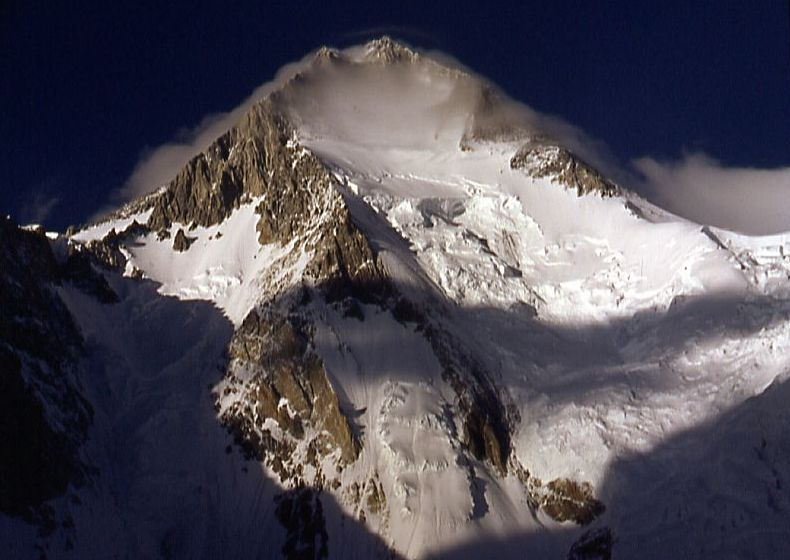
Hidden Peak,

1984 gelang Kammerlander zusammen mit Messner die erste und bis heute (Stand: Februar 2019) nicht wiederholte Doppelüberschreitung von Gasherbrum II (8034 m) und Hidden Peak (8080 m).
Vom südlichen Teil des Gasherbrumgletschers her bestiegen sie innerhalb von drei Tagen den Gasherbrum II. Nach weiteren zwei Tagen erreichten sie über das Gasherbrum La-Joch, den Westgrat und die Nordwestwand den Gipfel des Hidden Peak. Dies war eine Erstbegehung einer Variante an dieser Seite des Massives. Die Rückkehr zum Basislager über einen Eisbruch des Gasherbrumgletschers gestaltete sich wegen Nebels schwierig und dauerte drei Tage. Insgesamt waren die Bergsteiger somit acht Tage und sieben Nächte am Berg unterwegs, ohne dabei ins Basislager abzusteigen oder sonstige Unterstützung zu erhalten.
Begleitet wurde die Expedition von einem Kamerateam um Werner Herzog. Der Film Gasherbrum – Der leuchtende Berg dokumentierte die Expedition und deren Auswirkungen auf die beiden Bergsteiger, ohne aber Bilder der eigentlichen Besteigung zu enthalten.

### Annapurna
Kammerlander und Messner bestiegen die Nordwestwand der Annapurna. Aufgrund der Untersuchung von Eberhard Jurgalski soll Kammerlander, zusammen mit Messner, den Gipfel der Annapurna nie erreicht haben. Jurgalski zufolge seien Kammerlander und Messner 65 Meter vor und fünf Meter unter dem Gipfel umgekehrt.

### Dhaulagiri
Nachdem Kammerlander und Messner bereits 1984 mit einer Expedition am Dhaulagiri (8167 m) gescheitert waren, unternahmen sie nach der Besteigung der Annapurna 1985 einen weiteren Versuch. Da sie bereits akklimatisiert waren, konnten sie innerhalb von drei Tagen auf den Gipfel steigen. Dies gelang am 15. Mai über den Normalweg „Nordostgrat“. Am Gipfel waren die Bergsteiger einem Elmsfeuer ausgesetzt, das die Felsen blau leuchten und Eispickel Funken sprühen ließ. Der Abstieg musste deshalb trotz bestem Wetter in größter Eile durchgeführt werden.

### Makalu

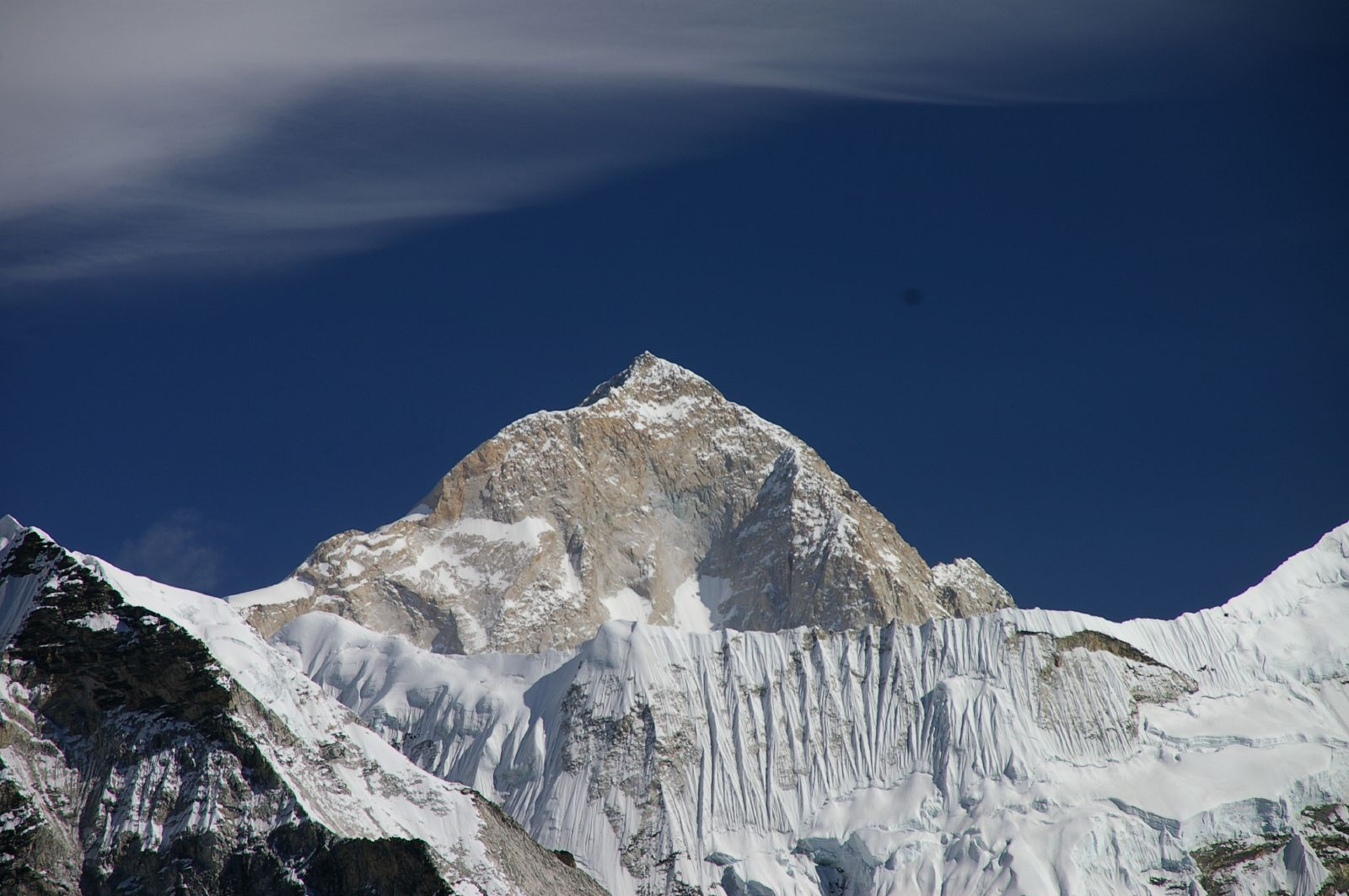
Makalu,

Im Winter 1985/86 versuchte Kammerlander mit Messner eine Winterbegehung des Makalu (8485 m) über den Normalweg, die aber durch stärkste Stürme verhindert wurde.
Eine weitere Expedition zum Makalu wurde im Verlauf des Jahres 1986 in Angriff genommen. Zwei Versuche mussten wegen enormer Neuschneemassen abgebrochen werden, bevor der dritte am 26. September glückte. Gemeinsam mit Friedl Mutschlechner standen sie als Trio auf dem Gipfel. Nach der Rückkehr zum Lager I stieg Kammerlander auf seine dort deponierten Skier und fuhr ins Basislager. Dies war der Start einer neuen Variante in Kammerlanders Höhenbergsteigen und der Ausgangspunkt für neue, skifahrerische Herausforderungen.

### Lhotse
Im Anschluss an die Besteigung des Makalu 1986 stand der Lhotse (8516 m) auf dem Programm. Da keine Akklimatisierungszeit mehr benötigt wurde, konnten die Besteigungsversuche rasch beginnen und fortschreiten. Am 16. Oktober wurden Kammerlander und Messner von einem Sturm den Berg „hinaufgeschoben“. Trotz noch stärkerem Sturm am Gipfelgrat setzte das Duo kriechend den Aufstieg fort und erreichte den Gipfel. Damit endete die „Ära Kammerlander-Messner“, da Messner jetzt alle 14 Achttausender bestiegen hatte. Dadurch änderte sich auch für Kammerlander das Höhenbergsteigen, denn er war auf allen seinen bisherigen Achttausendern gemeinsam mit Messner gestanden. Einerseits verlor er so einen verlässlichen Bergpartner und andererseits musste er sich nun selbst um die Organisation von Expeditionen kümmern, wenn er weiter als Höhenbergsteiger aktiv sein wollte.
1989 nahm Kammerlander nochmals an einer Messner-Expedition zur undurchstiegenen Lhotse-Südwand teil. Neben Kammerlander waren Bergsteigergrößen wie Krzysztof Wielicki oder Christophe Profit dabei. In 7200 m Höhe wurden Kammerlander und Profit im Zelt von heftigen Schneefällen überrascht und durch Lawinenabgänge gefährdet. Als diese nachließen, setzte Steinschlag ein, der auch das Zelt der beiden traf. Sie wurden nicht verletzt und kehrten schockiert ins Basislager zurück. Auf Grund weiterer Schneefälle wurde eine Gipfelbesteigung unwahrscheinlich, was zu einem Abbruch der Expedition führte.

### Nanga Parbat
1990 bestieg Kammerlander mit dem Schweizer Diego Wellig den 8125 m hohen Nanga Parbat und fuhr mit Ski vom Gipfel ins Basislager. Diesen hatten sie auf der klassischen Kienshofer-Route am 1. Juli erreicht. Auf Ski querte Kammerlander von dort zurück Richtung Südgipfel, bis er über einer 1000 m tiefen Rinne anlangte, um über diese abzufahren. Nach wenigen Schwüngen löste er eine Lawine aus, wurde jedoch nicht mitgerissen. Damit war der Weg frei und die Abfahrt konnte sicher, ohne Lawinengefahr, weitergehen. Auf 6100 m musste nach Einbruch der Nacht erneut biwakiert werden, bevor die Abfahrt fortgesetzt werden konnte. Es war dies die erste komplette Abfahrt von einem 8000er-Gipfel und über eine Steilwand im Himalaya.

### Manaslu (Versuch)

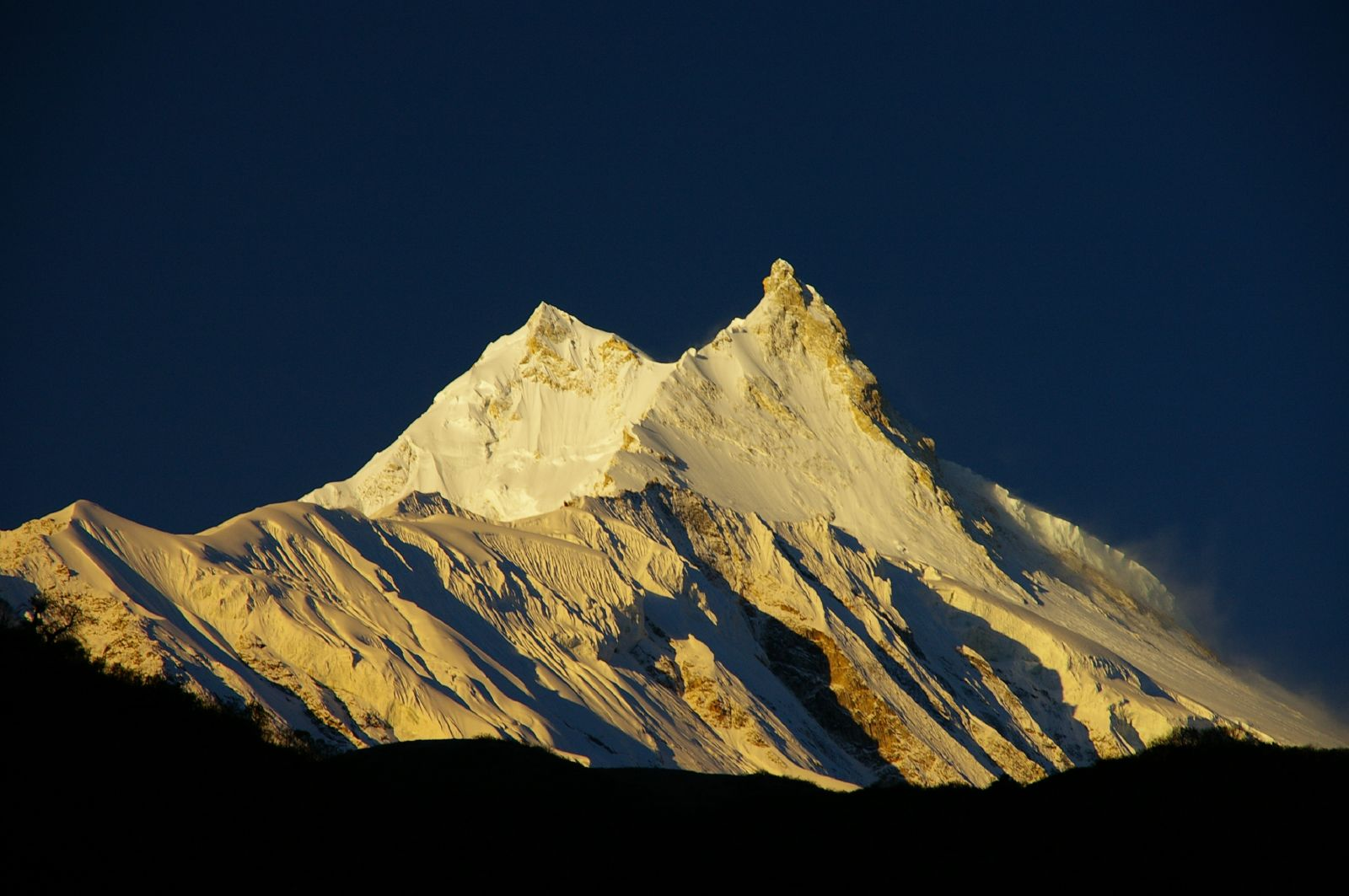
Manaslu (links),

Im Frühjahr 1991 richtete Kammerlander eine Südtiroler Expedition zum Manaslu (8163 m) aus. Wegen schlechten Wetters verlief die Expedition nicht wie geplant. Die Gruppe hatte bereits die Abreise ins Auge gefasst. Am Morgen des geplanten Abreisetags war das Wetter jedoch deutlich besser, sodass doch noch eine Besteigung versucht wurde. Kammerlander startete mit Mutschlechner und Großrubatscher am 10. Mai in Richtung Gipfel. Kurz nach dem Start kehrten seine Begleiter aber wieder um. Kammerlander scheiterte auf dem Gipfelgrat im Sturm und weil ein Wettersturz heranzog. Zurück im Lager III traf er nur auf Friedl Mutschlechner, Großrubatscher fehlte. Sie fanden ihn tot unterhalb des Lagers. Die beiden anderen setzten den Abstieg fort und wechselten in Lager II auf Ski. Durch den Nebel und Schneefall kamen sie allerdings nicht mehr richtig voran und wurden von einem Gewitter überrascht. In ihrer unmittelbaren Nähe schlug ein Blitz ein, der Mutschlechner tödlich traf. Das Unwetter hielt Kammerlander noch die ganze Nacht in Lager I gefangen, sodass er erst am nächsten Tag ins Basislager gelangen konnte.

### Broad Peak
Mit einer kleinen Expedition sollte 1994 der Broad Peak, (8051 m) eigentlich zur Akklimatisierung für den K2 bestiegen werden, doch die Genehmigung wurde nur für den Broad Peak erteilt. Die Genehmigung für den K2 wurde Kammerlander entzogen, da er bereits eine für den Broad Peak erhalten hatte. Die Behörden in Pakistan gestatten es Bergsteigern aus finanziellen Gründen nicht, sich in zusätzliche Expeditionen einzukaufen. Es bestand nur die Möglichkeit der Organisation einer weiteren, eigenen und kompletten Expedition.
Im Anschluss an die Akklimatisation begann nach einer Biwaknacht auf 6200 m der Aufstieg mit Hans Mutschlechner in Richtung Gipfel. Nach einer Nacht in Lager II brachen beide auf, doch in 7800 m Höhe musste Mutschlechner wegen Taubheitsgefühlen in den Füßen umkehren. Kammerlander stieg alleine weiter und erreichte den Gipfel. Auf einer Höhe von 7000 m hatte er seine Ski deponiert und fuhr auf diesen bis ins Basislager ab.

### Shishapangma (Mittelgipfel)
1996 stand für Kammerlander der Shishapangma, (8027 m) auf dem Programm. Der erste Versuch führte trotz stürmischer Witterung zum Erfolg. Nach einer Nacht in 7400 m Höhe gelangte Kammerlander in zwei Stunden auf den Mittelgipfel, von wo er einen Pickel mit einem Wimpel mitnahm. Den Übergang zum höheren Hauptgipfel machte er nicht mehr. Ein schneller Abstieg zum Hochlager und eine Abfahrt auf Ski ins Basislager folgten. Hier war das Wetter bereits schlecht, ein verfrühter Monsun zeichnete sich ab, sodass Kammerlander fürchtete, nicht wie gehofft eine Chance auf den Mount Everest zu bekommen.

### Mount Everest

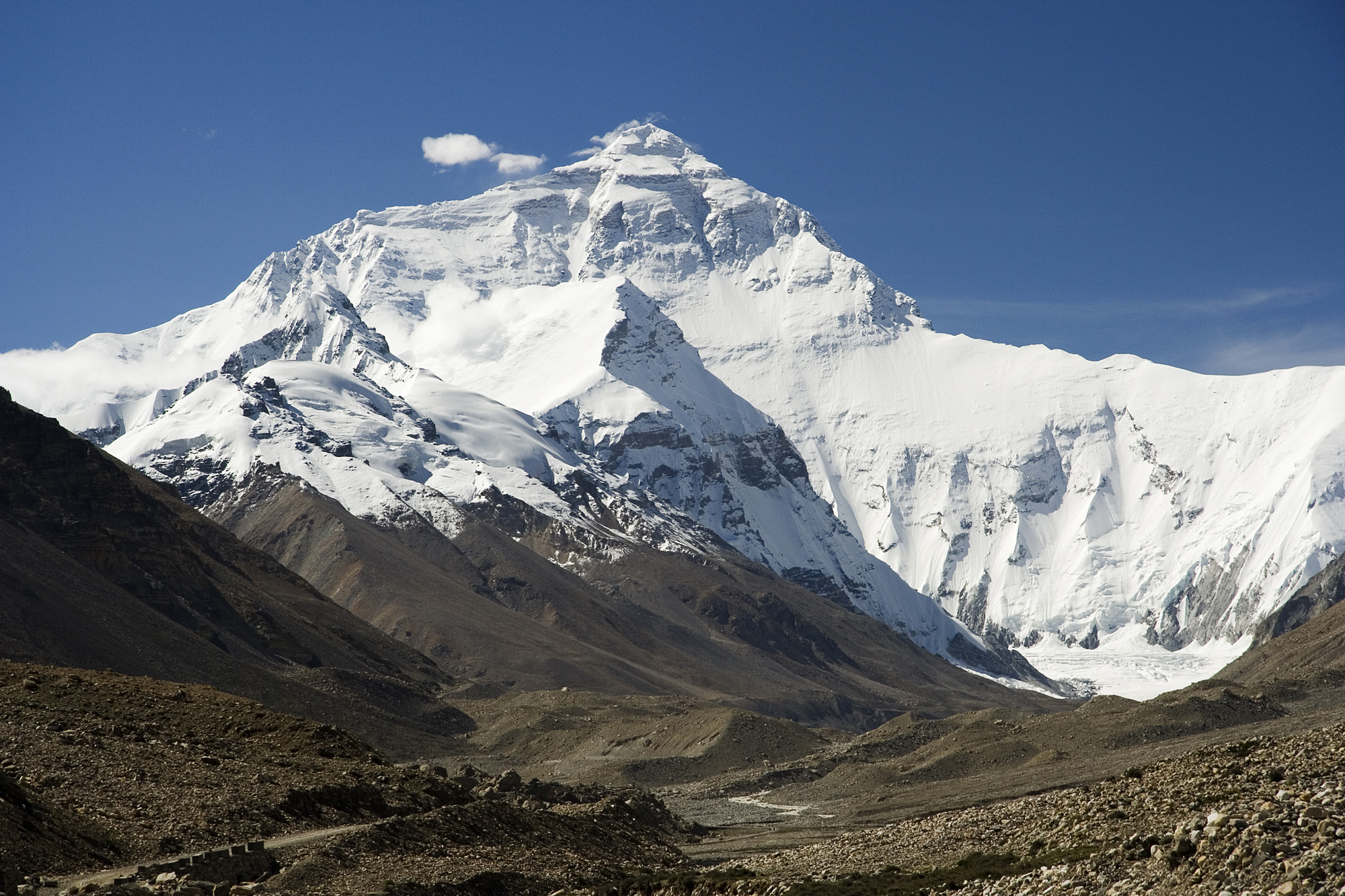
Mount Everest Nordseite,

Einen ersten Versuch, den Mount Everest (8848 m) zu besteigen, unternahm Kammerlander mit Norbert Joos und Diego Wellig bereits 1989. Dieser wurde allerdings von schlechtem Wetter, viel Neuschnee und Lawinen vereitelt. 1992 unternahm der Südtiroler einen zweiten Versuch, ebenfalls mit Joos. Sie waren ein selbstständig agierender Teil in einer kommerziellen Expedition des Deutschen Alpenvereins. Trotz erneut widriger Wetterlage gelangten die beiden Bergsteiger bis auf knapp 8000 m, mussten aber auch diesen Versuch vorzeitig beenden. Nach der Expedition zum Shishapangma 1996 wechselte Kammerlander ins Basislager des Mount Everest. Der Start zum Gipfel erfolgte am 23. Mai um 17 Uhr im vorgeschobenen Basislager. Kleinstmögliches Gepäck sollte große Geschwindigkeit garantieren. Um 20 Uhr erreichte er den Nordsattel. Nach einer ausgiebigen Pause ging es durch die Nacht weiter zu einem Depot in 7450 m. Hier folgte eine weitere Pause und um 1:15 Uhr setzte er den Aufstieg fort. Als der Morgen graute, waren bereits 8300 m erreicht. Am 24. Mai um 9.40 Uhr hatte Kammerlander den höchsten Berg der Welt in Rekordzeit erreicht. Für die anschließende Abfahrt waren die Schneeverhältnisse nicht optimal und so musste er die Fahrt öfter unterbrechen, um Felsplatten und -stufen abzuklettern. Deshalb wurde seine Fahrt ins Basislager nicht als erste Skiabfahrt vom Everest gewertet. Nach ungefähr 23 Stunden war Kammerlander zurück im Basislager.

### Kangchendzönga

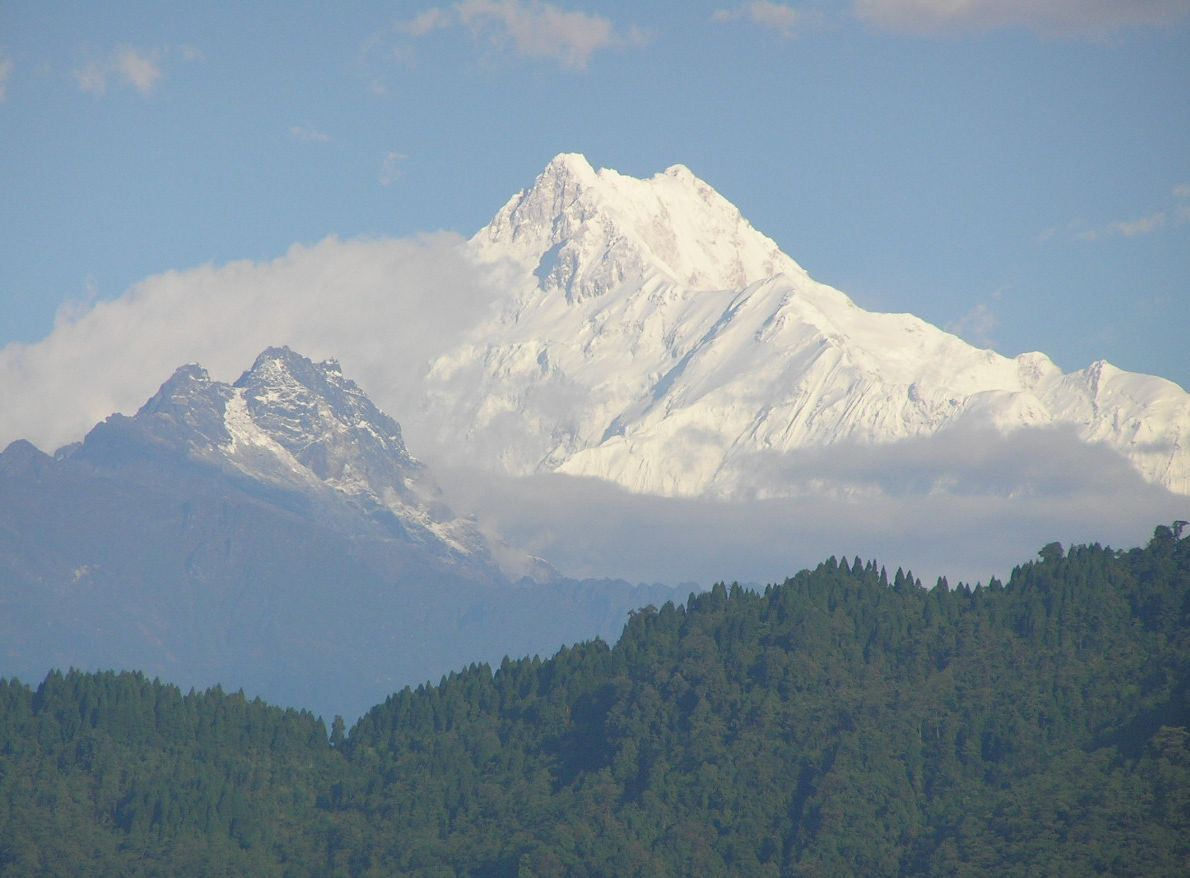
Kangchendzönga,

Für das Jahr 1998 plante Kammerlander, die noch verbliebenen 3 der 14 Achttausender zu besteigen. Zunächst sollte der Kangchendzönga (8586 m) bestiegen werden, anschließend ohne weiteres Lager in einer „Nonstop-Begehung“ der Manaslu (wegen der tragischen Ereignisse 1991 wollte Kammerlander nicht mehr Zeit als nötig an diesem Berg verbringen) und zum Abschluss der K2. Für die Expedition zum „Kantsch“ war nur ein kleines Team vorgesehen. Am 17. Mai begann nach drei Nächten am Berg der Gipfelaufstieg aus 7600 m. Kammerlander erreichte am Nachmittag seinen elften Achttausender. Aus Freude machte er dort einen Kopfstand. Ein Bild dieses Kopfstandes erlangte als Einband seines Buches Bergsüchtig Bekanntheit. Während des Abstieges stellte Kammerlander fest, dass er sich Erfrierungen an den Zehen zugezogen hatte. Nach einer weiteren Biwaknacht in den Flanken des Berges gelangte Kammerlander per Ski ins Basislager. Hier wurden alle Maßnahmen zur Rettung seiner Zehen eingeleitet. Bis zum 31. Mai war Kammerlander Patient im Brunecker Krankenhaus. Die Erfrierungen verheilten schließlich ohne bleibende Schäden.

### K2

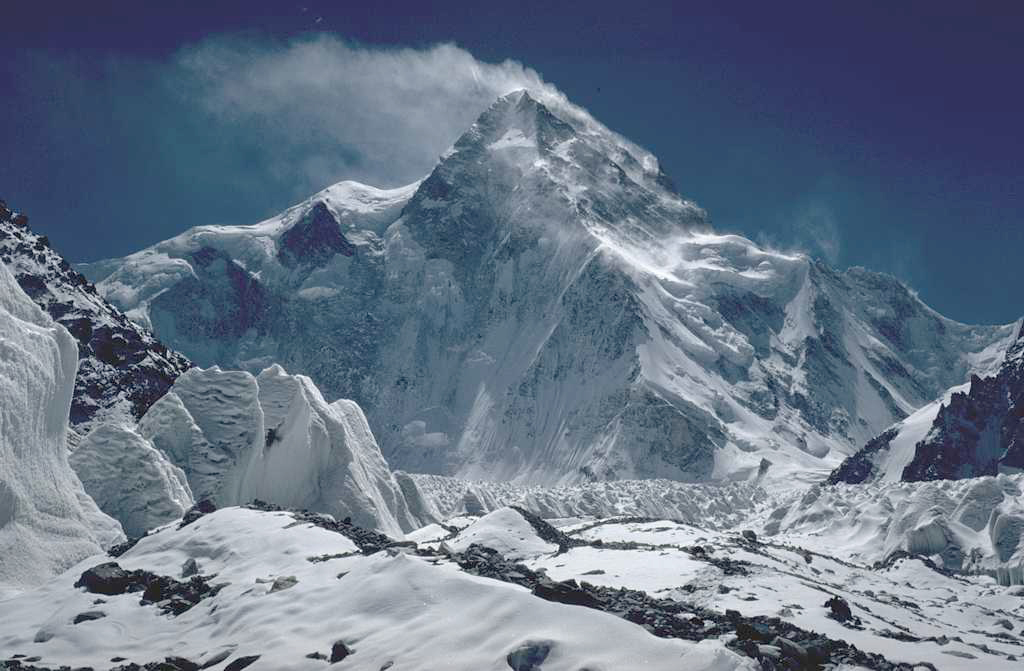
K2,

Zum ersten Mal geplant war der K2 (8611 m) für 1994, als sich Kammerlander in eine Expedition von Ralf Dujmovits eingekauft hatte. Doch die Genehmigung wurde ihm wieder entzogen (siehe Abschnitt Broad Peak). Ein für 1998 geplanter Versuch konnte wegen der am Kangchendzönga erfrorenen Zehen nicht unternommen werden. 1999 fuhr Kammerlander erstmals zum K2. Als Partner war wieder Konrad Auer bei ihm. Das Wetter im Vorfeld des Gipfelversuches war schlecht und es schneite viel. Die Expedition scheiterte am 17. Juli im Flaschenhals, wo 170 Höhenmeter unter dem Gipfel das Seil ausging, was einen ungesicherten Aufstieg durch den Lawinenhang bedeutet hätte. Dieses Risiko wollten die Bergsteiger nicht eingehen. Der bereits vierte Versuch fand im Jahr 2000 nochmals mit Konrad Auer statt. Die Bedingungen waren während der Akklimatisierung optimal und sie gelangten über die Cesen-Route bis auf 8000 m. Für einen Gipfelversuch war es jedoch noch zu früh und so stiegen sie ins Basislager ab. In der darauffolgenden Nacht wurde das Wetter schlecht, was einen ernsthaften Gipfelversuch verhinderte. 2001 fuhr Kammerlander ein drittes Mal zum K2. Er war allein und hatte sich in eine fremde Expedition eingekauft. Mit in dieser Expedition war Jean-Christophe Lafaille. Die beiden beschlossen, gemeinsam den Gipfel zu versuchen. Am 22. Juli, dem dritten Tag des Aufstieges, stand Kammerlander auf dem Gipfel seines letzten Achttausenders. Er versuchte auch von hier die Abfahrt mit Ski, doch diese endete 150 Höhenmeter unter dem Gipfel in schlechten, einem Whiteout ähnlichen Sichtverhältnissen.

## Weitere Besteigungen im Himalaya und Karakorum
Neben den Expeditionen zu Achttausendern war Kammerlander auch an etwas niedrigeren Bergen dieser Region aktiv. Einige davon wurden im Rahmen von kommerziellen Fahrten mit seiner Alpinschule Südtirol durchgeführt.
Im Jahr 1993 bestieg Kammerlander den Shivling (6543 m) im Quellgebiet des Ganges zusammen mit Christoph Hainz. Die Besteigung wurde eine Erstbegehung des Nordpfeilers, der Schwierigkeiten zwischen dem V. und VII. Schwierigkeitsgrad für die Kletterer bereithält. Am Gipfeltag erreichten sie ihr Ziel trotz verschlechterten Wetters. Der schwierige Abstieg gelang trotz Nebel und einbrechender Nacht unbeschadet.

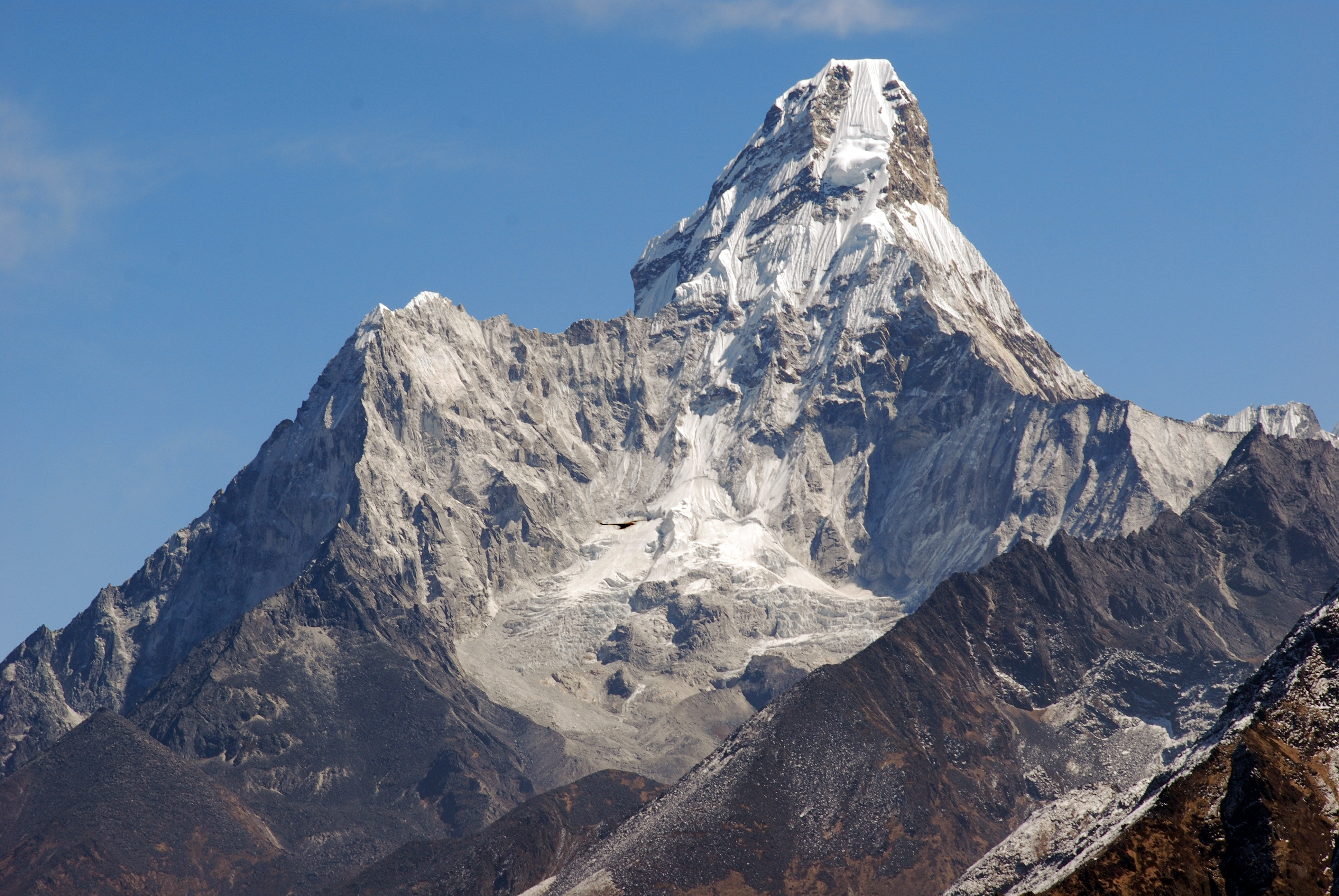
Ama Dablam,

Kammerlander stand insgesamt drei Mal auf der 6856 m hohen Ama Dablam. Das erste Mal bestieg er den Berg 1993, ein zweites Mal 1995. Ein drittes Mal folgte 2002 im Rahmen einer Sendung mit dem Namen Himalay Live, bei der Kammerlander mit Kameramann Hartmann Seeber auf den Gipfel stieg. Martin Gremmelspacher und der Westdeutsche Rundfunk produzierten in Zusammenarbeit diese Sendung direkt vor Ort im Basislager, Live-Schaltungen nach Deutschland inbegriffen.

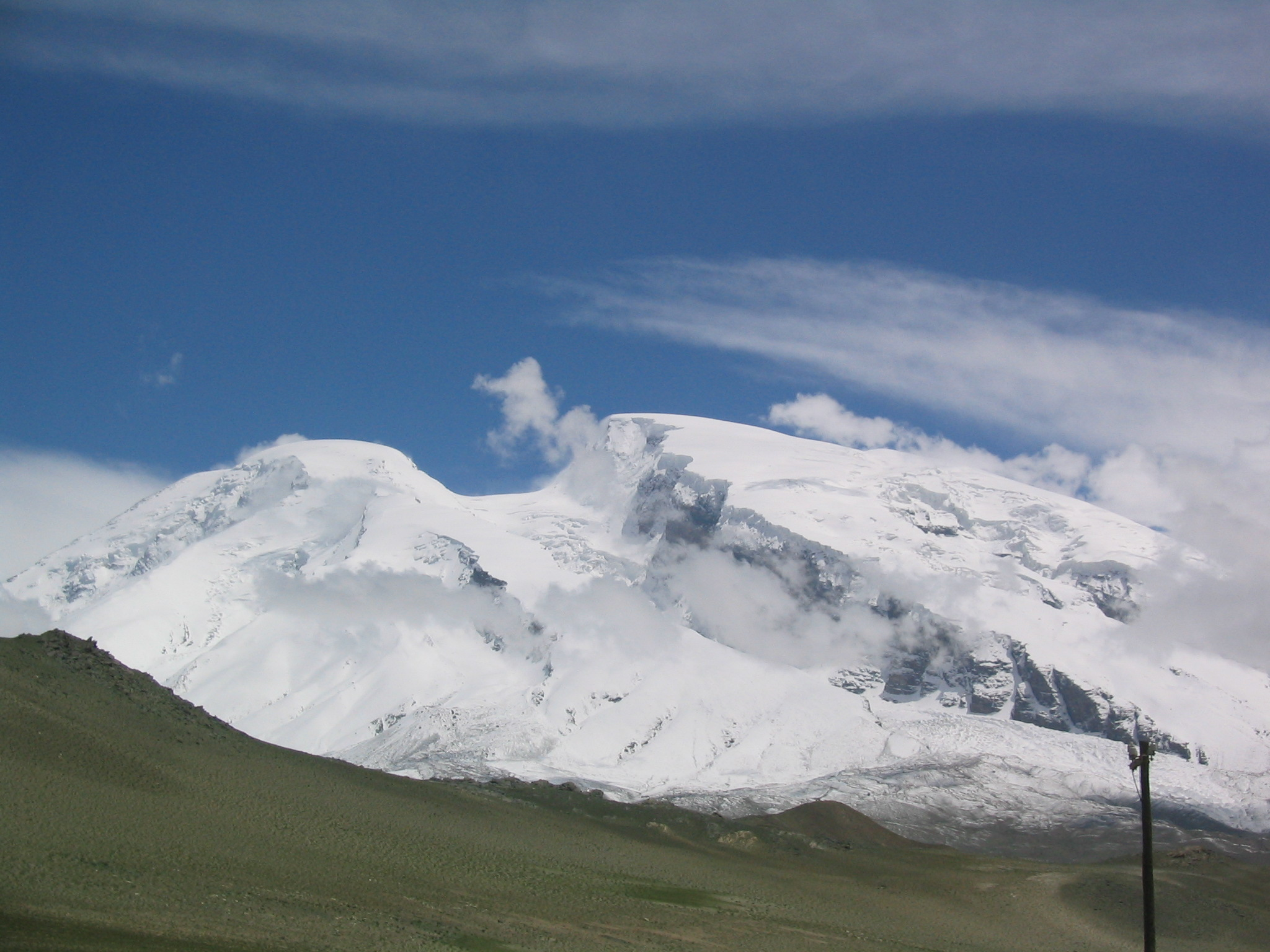
Muztagata,

1999 schrieb die Alpinschule Südtirol eine Expedition zum technisch einfachen Muztagata (7546 m) aus. Hier wollte sich Kammerlander für einen erneuten Versuch am K2 akklimatisieren und seine erfrorenen Zehen in der Höhe testen. Die Expedition lief problemlos ab und am Ende stand der Gipfelerfolg.
Im Jahr 2000 wurde wieder eine Expedition ausgeschrieben, dieses Mal zum unbestiegenen Thang Ri (6240 m) im pakistanischen Karakorum.
Nach wenigen Tagen im Basislager wurden in den gefährlichen Abschnitten Fixseile verlegt und auf halbem Weg zum Gipfel ein kleines Depot angelegt. Nach weiterer Akklimatisation gelang die Erstbesteigung. Der Name Thang Ri, den die Gruppe dem Berg gab, bedeutet übersetzt „Steiler Berg“.
Am Nuptse East (7804 m) gelang im Jahr 2003 einer Gruppe um Hans Kammerlander die Erstbegehung des zentralen Mittelpfeilers unter dem Nuptse East. Wegen schlechter Wetterbedingungen konnte nur bis ans Ende des Pfeilers gestiegen werden und die Expedition scheiterte in einer Höhe von 6800 m.
Nach zwei erfolglosen Versuchen mit Karl Unterkircher und Luis Brugger in den Jahren 2005 und 2006 gelang Kammerlander 2007 die Besteigung des Jasemba (7350 m). 2006 war Luis Brugger tödlich abgestürzt. Bei seinen Versuchen war Kammerlander davon ausgegangen, eine Erstbesteigung durchzuführen, was sich im Nachhinein als Fehlinformation herausstellte. Erst nach der Besteigung erfuhr er von vorherigen Begehungen.

## Patagonien

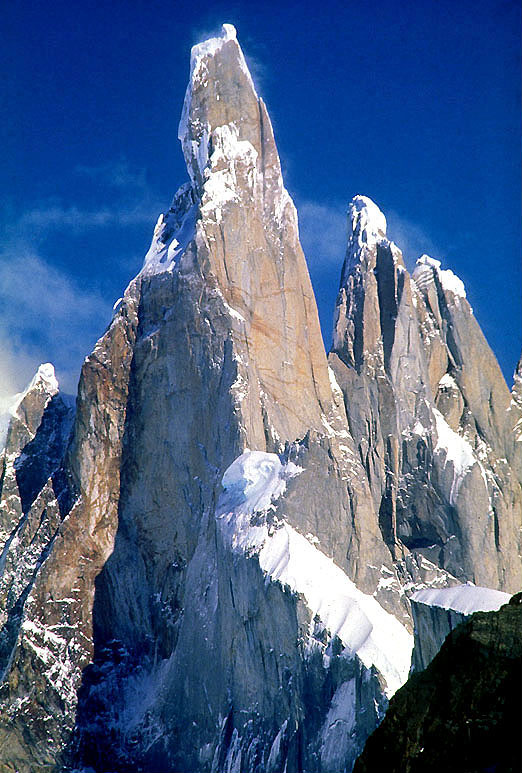
Cerro Torre,

Im Anschluss an die Gasherbrum-Überschreitung reisten Kammerlander und Messner ein erstes Mal nach Patagonien. Sie wollten den Fitz Roy (3406 m) über die Amerikaner-Route besteigen, scheiterten aber an schlechtem Wetter und unzureichender Ausrüstung. Eine erneute Reise zum Cerro Torre (3133 m) erfolgte 1988 mit Wolfi Müller. Es gelang die bis dahin schnellste Erkletterung dieses Berges: Nur 17 Stunden wurden für Auf- und Abstieg in der Maestri-Route benötigt. 1989 kehrte Kammerlander zum Fitz Roy zurück, scheiterte aber erneut. Allerdings gelang die Besteigung der Aguja Poincenot (3002 m).
Für die Mitarbeit in Werner Herzogs Spielfilm Cerro Torre: Schrei aus Stein war Kammerlander 1991 wieder in Patagonien. Angelehnt an die Geschichte der umstrittenen Erstbesteigung im Jahr 1959, schildert der Film einen Kletterwettbewerb am Cerro Torre. Kammerlander spielt dabei einen Bergsteiger, der an den damals tödlich verunglückten Toni Egger erinnert.

## Seven Second Summits (Unvollendet)
Seit dem Jahr 2009 widmete sich Kammerlander der Besteigung der Seven Second Summits, der jeweils zweithöchsten Berge eines Kontinents, weil er auch darin als einer der ersten professionellen Bergsteiger eine besondere Herausforderung erkannte. Seine Projektdurchführung wird jedoch mehrheitlich als unvollständig bewertet, da er mit dem Gipfel des Puncak Trikora auf der Insel Neuguinea aus heutiger Beurteilung den falschen Berg in Ozeanien ausgewählt hat. Er hat zudem den Gipfel dieses Berges um 500 Meter in horizontaler Distanz und mit 60 Höhenmetern verfehlt. Der von Christian Stangl bestiegene Sumantri gilt heute als der zweithöchste Berg Ozeaniens. Im Januar 2013 wurde Christian Stangls Besteigungsserie der Seven Second Summits als Pionierleistung anerkannt, unter anderem von Guinness World Records.
Für die erfolgreiche Besteigung des K2 hatte Kammerlander fünf Anläufe benötigt, bevor er 2001 auf den Gipfel gelangen konnte. Den Ojos del Salado bestieg Kammerlander im April 2009 ohne Probleme. Am Mount Logan verhinderte eine riesige Gletscherspalte im Mai 2009 einen Gipfelerfolg. Ein Jahr später, im Mai 2010, kam Kammerlander ungehindert am Berg voran und vermeldete einen Gipfelerfolg. Bald darauf wurde bezweifelt, dass Kammerlander tatsächlich den Hauptgipfel des Logan erreicht hatte: Das von ihm veröffentlichte Gipfelfoto stimmt in markanten Details nicht mit den Fotos und Beschreibungen anderer Bergsteiger überein. Ein Eisgerät, das eine Seilschaft bei einer früheren Besteigung am Gipfel zurückgelassen hatte, ist auf Kammerlanders Foto nicht zu sehen. Sowohl Kammerlander als auch sein Seilpartner Konrad Auer gaben an, das Gerät nicht gesehen zu haben. Dementsprechend bestätigt auch der deutsche Bergchronist Eberhard Jurgalski: „[Kammerlanders] Foto kann nicht auf dem Gipfel des Mount Logan entstanden sein.“ Die Frankfurter Allgemeine Zeitung veröffentlichte 2012 Anzweiflungen zweier Gipfelgänge und kritisierte: „Als es daran Zweifel gab, ging er auf die Presse los“, so wie Christian Stangl bei dessen „K2-Gipfellüge im Jahr 2010“. Kammerlander reiste daraufhin im Mai 2012 erneut zum Logan und bestieg am 23. Mai mit seinem Seilpartner Markus Neumair alle in Frage kommenden Erhebungen auf dem Gipfelplateau.
Im April 2011 nahm Kammerlander zusammen mit seinem Seilpartner Toni Mutschlechner die Besteigung des Puncak Trikora in Angriff. Dabei verließ er sich auf die Auskunft des indonesischen Tourismusministeriums, der Puncak Trikora sei der zweithöchste Berg Indonesiens. Radarmessungen der NASA aus dem Weltraum hatten jedoch bereits im Jahr 2000 ergeben, dass der Puncak Mandala 26 Meter höher war. Kammerlander hatte also nicht genügend recherchiert. Sein Kommentar zu dem Missgeschick war: „Dann war ich da also auch auf dem falschen Gipfel. Aber mit so lächerlichen Sachen spiele ich nicht rum. Deswegen fahre ich da nicht auch noch mal hin.“
Eberhard Jurgalski kam bei der Analyse eines angeblich am Gipfel des Puncak Trikora gedrehten Videos nachträglich zu dem Ergebnis, dass Kammerlander den Gipfel gar nicht erreicht hatte.
Im Jahre 2024 konnte unter Abgleich von modernen Drohnenaufnahmen, die ein russischer Bergsteiger vom Gipfelbereich des Berges Dychtau veröffentlichte, eindeutig nachgewiesen werden, dass Hans Kammerlander auch nie exakt auf diesem Gipfel stand. Kammerlanders niedergeschriebene Erzählung in seinem Buch Second Seven Summits beschreibt überraschend detailreich den Anstieg auf den höchsten sichtbaren Punkt in Flory Kerns letzter Kameraeinstellung. Der Gipfel des Dychtau ist von dieser Kameraposition jedoch gar nicht sichtbar. Die neuen Drohnenaufnahmen lassen nun nachvollziehen, wo Hans Kammerlander im Juni 2010 vor dem Gipfel umgedreht hat. Das Fehlen jeglicher Gipfelverifikation, eine signifikant konträre Aussage seines Partners Flory Kern und die völlig falsche textliche Darstellung seines angeblichen „Gipfelganges“ in seinem Buch, lassen keine Zweifel daran, dass er diesen Gipfel nie erreicht hat. 
Am 3. Januar 2012 erreichte Kammerlander zusammen mit Christian Stangl und Robert Miller den Gipfel des Mount Tyree in der Antarktis. Daraufhin wurde zunächst gemeldet, er sei der erste Mensch, der alle Second Summits erstiegen hat. Da seine vermeintlichen Besteigungen des Mount Logan (2010) und des Puncak Trikora (2011) jedoch angezweifelt wurden, fand dies keine allgemeine Anerkennung. Heute gilt der Puncak Trikora als der vierthöchste Berg des Kontinents. Hans Kammerlander hatte zum damaligen Zeitpunkt am 3. Januar 2012 also lediglich vier der sieben Gipfel bestiegen. Den Mount Logan hat er nachträglich am 25. Mai 2012 bestiegen. Ein Gipfelfoto mit dem oft zitierten Eispickel wurde publiziert.
| Datum            | Berg               | Höhe   | Kontinent   |
| ---------------- | ------------------ | ------ | ----------- |
| 22. Juli 2001    | K2                 | 8611 m | Asien       |
| 8. April 2009    | Ojos del Salado    | 6893 m | Südamerika  |
| 17. Oktober 2009 | Batian             | 5199 m | Afrika      |
| nicht bestiegen  | Dychtau (2)        | 5204 m | Europa      |
| nicht bestiegen  | Puncak Trikora (1) | 4730 m | Australien  |
| 3. Januar 2012   | Mount Tyree        | 4852 m | Antarktis   |
| 23. Mai 2012     | Mount Logan        | 5959 m | Nordamerika |

## Besteigungsstil
Hans Kammerlander versucht seine Besteigungen im Himalaya „by fair means“ durchzuführen. Er verzichtet dabei auf Flaschensauerstoff und weitgehend auf Fixseile und Depots, solange dies unter Sicherheitsaspekten vertretbar ist. Den Einsatz von Flaschensauerstoff hält er für Doping. Kammerlander setzt bei seinen Expeditionen auf Schnelligkeit, welche nur solo oder in kleinen Zweier- und Dreiergruppen erreicht werden kann. Geschwindigkeit an den hohen Bergen des Himalayas führt zu mehr Sicherheit für den Bergsteiger, der sich dabei so kurz wie möglich in der Todeszone aufhält. Die Ausrüstung wird auf das Nötigste reduziert, um Gewicht einzusparen und die Geschwindigkeit nochmals zu erhöhen. Grundlage für diese Art des Bergsteigens ist jedoch eine akribische, leistungssportliche Vorbereitung.
Kammerlander hält die kommerzielle Führung von Gästen auf einen Achttausender für unvernünftig. Die Verantwortung wäre ihm als Bergführer zu groß und er möchte nicht zum „Ausverkauf der Achttausender“ beitragen. Bisher machte er von diesem Vorsatz nur eine Ausnahme, als er ihm länger bekannte Bergsteiger auf den Shishapangma führen wollte. Generell lehnt er aber kommerzielle Expeditionen zu hohen Bergen nicht ab, solange die Kunden am Berg (notfalls) auch selbstständig handeln können und keinen zusätzlichen Sauerstoff verwenden.

## Auszeichnungen
- 2002: Offizieller Botschafter der Berge im Rahmen des „Internationalen Jahres der Berge“
- 2002: Rotary-Preis für die besonderen Leistungen und Verdienste als Persönlichkeit aus und für Südtirol
- 2005: European Ski Award der ISPO, gemeinsam mit seinem Skisponsor Fischer Sports GmbH für einen innovativen Tourenski [51]
- 2006: Benennung eines Platzes in Sand in Taufers nach Kammerlander: Platz/Piazza Hans Kammerlander [52]

## Publikationen
- Abstieg zum Erfolg. Rother, München 1987, ISBN 3-7633-7007-2.
  - Weitere Ausgaben: Malik, München 2002, ISBN 3-89029-230-5 (Sonderausgabe); 5. Auflage, Piper, München 2006, ISBN 3-492-23052-0.
- Bergsüchtig. Piper, München 1999, ISBN 3-492-04130-2.
  - Weitere Ausgaben: Piper, München 2001, ISBN 3-492-23245-0; Malik, München 2002, ISBN 3-89029-226-7 (Sonderausgabe); Piper, München 2006, ISBN 3-492-24730-X; Piper, München 2007, ISBN 978-3-492-23245-6.
- Unten und Oben – Berggeschichten. Malik, München 2002, ISBN 3-89029-236-4.
  - Weitere Ausgabe: Piper, München 2005, ISBN 3-492-24408-4.
- Mit Hanspaul Menara: Genusswandern in Südtirol – Die schönsten Erlebniswanderungen: Empfohlen von den Südtiroler Wanderhotels. Bruckmann, München 2003, ISBN 3-7654-4000-0.
- Am seidenen Faden – K2 und andere Grenzerfahrungen. Malik, München 2004, ISBN 3-89029-276-3.
  - Weitere Ausgabe: Piper, München 2005, ISBN 3-492-24594-3.
- Windgeflüster – Hans Kammerlander ist 50. Athesia, Bozen 2006, ISBN 88-8266-417-1.
- Mit Rainer Kurek: Direttissima zum Erfolg – Was (Automobil-)Manager vom Höhenbergsteigen lernen können. Frankfurter Allgemeine Buch, Frankfurt 2008, ISBN 978-3-89981-158-2.
- Mit Verena Duregger und Mario Vigl: Hans Kammerlander – Höhen und Tiefen meines Lebens. Autobiografie in Gesprächen. Malik,  München 2018, ISBN 978-3-89029-497-1.

## Filmographie
- Gasherbrum – Der leuchtende Berg. 1985, Regie: Werner Herzog. Dokumentation über Messner und Kammerlander und ihre Doppelüberschreitung von Gasherbrum II und Gasherbrum I im Jahr 1984.
- Cerro Torre: Schrei aus Stein. 1991, Regie: Werner Herzog. Spielfilm über eine fiktive Kletterexpedition am Cerro Torre.
- Himalaya Live. 2002, Produktion von Martin Gremmelspacher für den Westdeutschen Rundfunk über die Besteigung der Ama Dablam.
- Das letzte Abenteuer im Himalaya. 2003, Dokumentarfilm über eine Expedition zum Nuptse East.
- Gefährliche Seilschaften – Ein Portrait. 2003, Regie: Peter Weinert.
- Jasemba – Linie zum Himmel. Dokumentarfilm über die Expeditionen zum Jasemba.
- Messner. 2012, Dokumentarfilm über Reinhold Messner, der ein Interview mit Kammerlander und nachgestellte Szenen der Doppel-8000er-Überschreitung von Messner und Kammerlander enthält.
- Manaslu – Berg der Seelen, 2018, Regie: Gerald Salmina, Dokumentarfilm über Kammerlander und seine Besteigung des Manaslu.[53][54]

## Belege
1. ↑  Hans Kammerlander: Bergsüchtig. 6. Auflage. Piper, München 2001, S. 15 ff.
2. ↑  Süddeutsche Zeitung: "Es war hart". Abgerufen am 5. März 2020.
3. ↑  Hans Kammerlander: Abstieg zum Erfolg. 5. Auflage. Piper, München 2000, S. 90.
4. 1 2  Hans Kammerlander: Bergsüchtig. 6. Auflage. Piper, München 2001, S. 31 ff.
5. ↑  Hans Kammerlander: Abstieg zum Erfolg. 5. Auflage. Piper, München 2000, S. 218 ff.
6. 1 2  Hans Kammerlander: Bergsüchtig. 6. Auflage. Piper, München 2001, S. 46 ff.
7. ↑  Hans Kammerlander: Abstieg zum Erfolg. 5. Auflage. Piper, München 2000, S. 225.
8. 1 2 3  Der Weg – weit und hoch hinaus. (Memento vom 4. Januar 2014 im Internet Archive) Lebenslauf Hans Kammerlander (kammerlander.com)
9. ↑  Uli Auffermann: Hans Kammerlander – Berge im Blut. auf bergnews.com, 2006, abgerufen am 16. Dezember 2008.
10. 1 2  Hans Kammerlander: Am seidenen Faden. 4. Auflage. Piper, München 2005, S. 226 ff.
11. ↑  Privataudienz von Hans Kammerlander beim Dalai Lama. (Memento vom 6. Dezember 2008 im Internet Archive) auf: kammerlander.com, abgerufen am 16. Dezember 2008.
12. ↑  Die Nepalhilfe Beilngries (nepalhilfe-beilngries.de) Abgerufen am 3. September 2015.
13. ↑  Polarstern-Botschafter Hans Kammerlander (polarstern-energie.de) Abgerufen am 27. Januar 2012.
14. 1 2 3  Dirk von Nayhauß: extrem ehrlich: Hans Kammerlander. In: Alpin. Nr. 2, 2008, S. 44.
15. ↑  Kammerlander droht mehrjährige Haftstrafe. auf alpin.de, abgerufen am 17. Juli 2014.
16. ↑  Kammerlander: „Schuld, zu der man stehen muss“  (Memento vom 28. Juli 2014 im Internet Archive) auf stol.it – Nachrichten aus Südtirol vom 6. Dezember 2013.
17. ↑  Alpinist Hans Kammerlander bei Autounfall schwer verletzt, Tiroler Tageszeitung Online, 27. November 2013.
18. ↑  Unfall: Hans Kammerlander schwer verletzt. In: merkur.de. Abgerufen am 24. Januar 2019.
19. ↑  „In die Luft katapultiert“ Die Neue Südtiroler Tageszeitung Online, 16. April 2016
20. ↑  Auf den Manaslu geschleppte Schuld. Archiviert vom Original am 24. Januar 2019; abgerufen am 24. Januar 2019.
21. ↑  Das Kammerlander-Urteil. auf tageszeitung.it – Die neue Südtiroler Tageszeitung vom 5. Februar 2015.
22. ↑  Jetzt redet Kammerlander. auf tageszeitung.it, 7. April 2016.
23. ↑  Hans Kammerlander: Abstieg zum Erfolg. 5. Auflage. Piper, München 2000, S. 176 ff.
24. ↑  Reinhold Messner: Rund um Südtirol. Piper, München 1993.
25. ↑  Andrea Wengel: Der Ötzi – Ein archäologischer Kriminalfall. (Memento vom 9. Februar 2009 im Internet Archive) auf planet-wissen.de, 2006, abgerufen am 16. Dezember 2008.
26. ↑  Hans Kammerlander: Am seidenen Faden. 4. Auflage. Piper, München 2005, S. 307.
27. ↑  Manaslu-Expedition 2017: Noch einmal zurück zum Schicksalsberg (Memento vom 12. Dezember 2017 im Internet Archive) kammerlander.com
28. ↑  Aus am Manaslu – Kammerlander beendet Expedition (Memento vom 12. Dezember 2017 im Internet Archive) kammerlander.com, 12. November 2017.
29. ↑  Siehe „Routes statistics“ Cho Oyu 8000ers.com (englisch), abgerufen am 16. Dezember 2008.
30. ↑  Siehe „Routes statistics“ Gasherbrum I 8000ers.com (englisch), abgerufen am 16. Dezember 2008.
31. ↑  Reinhold Messner: G I und G II. Herausforderung Gasherbrum. BLV, München 1998, S. 172 ff.
32. ↑  Siehe „Routes statistics“ Annapurna 8000ers.com (englisch), abgerufen am 19. Januar 2009.
33. ↑  Guinnessbuch: Bergsteiger Messner werden zwei Achttausender-Weltrekorde aberkannt, auf spiegel.de
34. ↑  Marc Batard back for speed record attempt on north side (mounteverest.net). (Memento vom 16. März 2010 im Internet Archive) Abgerufen am 20. Januar 2009. (englisch)
35. ↑  Martin Gremmelspacher:  Live aus dem Himalaja (Seite nicht mehr abrufbar, festgestellt im April 2018. Suche in Webarchiven) (PDF; 309 kB). ask-tv.de, 2003, abgerufen am 16. Dezember 2008.
36. ↑  Dirk von Nayhauß: extrem ehrlich: Hans Kammerlander. In: Alpin. Nr. 2, 2008, S. 42.
37. ↑  The Seven Second Summits – the hard challenge, auf 7summits.com/
38. ↑  The Seven Second Summits – the hard challenge, auf 7summits.com/
39. ↑  The Second Seven Summits peakbagger.com
40. ↑  Vgl. Eberhard Jurgalski: Tabelle der Triple Seven Summits mit Besteigungsdaten von Stangl und weiteren Bergsteigern (PDF-Download).
41. ↑  Guinness World Records: First person to climb the Second Seven Summits
42. ↑  Aktuell (Version vom 30. Mai 2010). In: Offizielle Website. Hans Kammerlander, archiviert vom Original am 30. Mai 2010; abgerufen am 10. April 2012: „Hans Kammerlander hat ein weiteres Ziel seines SECOND SEVEN SUMMITS Projektes erreicht und den Mount Logan 5959mt bezwungen.“
43. 1 2  Andreas Lesti: Hans Kammerlanders scharfer Grat. In: FAZ.NET. 3. April 2012, abgerufen am 4. April 2012.
44. ↑  Andreas Lesti: Das ist der Gipfel, oder ist er es nicht? In: FAZ.net. 6. September 2012, abgerufen am 29. Januar 2024.
45. ↑  Kammerlander fa il bis sul Mount Logan, questa volta è cima vera montagna.tv, 28. Mai 2012.
46. 1 2  Andreas Lesti: Auf dem falschen Gipfel. In: Spiegel Online. 13. April 2012, abgerufen am 16. April 2012.
47. ↑  Auf dem angeblich oder vermeintlich auf dem Trikora-Gipfel gedrehten Video (Ausschnitt aus einer BR-Sendung mit hinzugefügten englischen Untertiteln, 0:43 Min.) sieht und hört man abwechselnd Kammerlander und seinen Partner Toni Mutschlechner. Sie bestätigen einander, dass sie ihr Ziel erreicht haben und sofort umkehren werden. Dabei sieht man schon zu Beginn des Videos und ab 0:25 deutlich, dass sie nicht am höchsten Punkt angelangt sind. – Eberhard Jurgalski hat im August 2012 auf seiner Website 8000ers.com unter „Trikora Facts“ einen Bildervergleich zum Download bereitgestellt – mit der Aussage „Kammerlander steht nicht am Trikora Gipfel“ im Dateinamen. Die ersten Seiten zeigen, wo laut Jurgalski das angebliche Gipfel-Video gedreht wurde: auf einem zackigen Grat einige hundert Meter vor dem Gipfel. Bilder aus dem Video (Seite 3) zeigen massiven Fels an diesem Ort (im Video hört man bei 0:28 die Feststellung: „scharfer Fels“). Auf fünf Bildern (ab Seite 4 unten), die bei einer erfolgreichen Gipfelbesteigung entstanden, sieht man hingegen, dass am Gipfel bröckeliges und zerbrochenes Gestein vorherrscht.
48. ↑  https://www.8000ers.com/cms/en/download.html?func=fileinfo&id=231
49. ↑  Hans Kammerlander erfolgreich: Erster Mensch auf allen Second Seven Summits. bergleben.de, 2012, abgerufen am 5. Januar 2012.
50. ↑   https://www.8000ers.com/cms/en/download.html?func=fileinfo&id=230
51. ↑  Hans Kammerlander und Fischer verlängern die Zusammenarbeit, ski2b.com, abgerufen am 16. Dezember 2008.
52. ↑  Kammerlander feierte seinen 50. Geburtstag, alpin.de, abgerufen am 16. Dezember 2008.
53. ↑  manaslu-film.com
54. ↑  imdb.com

| Personendaten    | Personendaten                        |
| ---------------- | ------------------------------------ |
| NAME             | Kammerlander, Hans                   |
| KURZBESCHREIBUNG | italienischer Bergsteiger (Südtirol) |
| GEBURTSDATUM     | 6. Dezember 1956                     |
| GEBURTSORT       | Sand in Taufers (Ahornach), Italien  |